# Headhunterz
Headhunterz (bürgerlich: Willem Rebergen; * 12. September 1985 in Veenendaal) ist ein niederländischer DJ und Musikproduzent. Er ist auch unter dem Namen Antifact bzw. Shilo bekannt. Ihm gehörte das Plattenlabel Scantraxx Reloaded, welches ein Sublabel von Scantraxx war. Zusammen mit Wildstylez bildet Rebergen auch das Projekt Project One. Zu Beginn seiner Karriere war er fast ausschließlich im Bereich des Hardstyles aktiv. Als im Laufe der 2010er Stilrichtungen wie Big-Room die EDM-Szene dominierten, kombinierte auch Headhunterz diese mit seinem Hardstyle-Stil. Im Rahmen des von Q-Dance organisierten Events „Return of Headhunterz“ im Ziggo Dome Amsterdam kehrte er am 30. September 2017 nach mehr als drei Jahren offiziell zum Hardstyle zurück.

## Karriere

### Bis 2004: Musikalische Anfänge
Rebergen war bereits mit neun Jahren musikalisch im Kinderchor aktiv, nahm später CDs auf und wirkte in Filmen mit. Diese Erfahrungen halfen ihm später im Studio, obwohl die Hardstyleszene ihn erst später beim DJ-Set auf der Defqon.1 hörte. Das erste Mal kam Willem auf der Qlimax 2003 mit Hardstyle in Kontakt. Er war von der Musik und den DJs so fasziniert, dass er den Weg der Musikproduktion einschlug.
2004 trat er zusammen mit seinem Kollegen Bobby van Putten auf der Defqon.1 Talent Area auf und erreichte den ersten Platz. Gleich ein Jahr später, 2005, ging er an die Rock Academy, an der er feststellte, dass Hardstyle dort nicht gefördert wurde. Zeitgleich war er damals mit van Putten bei Hard Control unter dem Namen „Nasty D-Tuners“ unter Vertrag.

### 2005 bis 2012: Großer Erfolg in der Hardstyle-Szene
Allerdings zog es Rebergen trotzdem immer wieder in Richtung Scantraxx. Er begann Demos zu versenden. Diese blieben aber zunächst ohne Berücksichtigungen.
Erst nach der Produktion „Antifact – War Figures“ war The Prophet interessiert. Er ist dafür bekannt und sagt es auch selber, dass seine Psychologie in Sachen „Bewerbungen“ beabsichtigt ist. Doch Rebergen blieb hartnäckig und so verließ er 2005 Hard Control und unterzeichnete den Vertrag beim Label Scantraxx. Aus rechtlichen Gründen durfte er den Namen von Hard Control nicht übernehmen. Headhunterz war geboren. 2006 trat er unter diesem Namen erstmals allein auf der Defqon.1 auf.
Sein Debüt als Produzent feierte Rebergen bei der Produktion von D-Tuned, das beim Label Scantraxx erschien. Anfang 2010 erschien sein Album Studio Sessions, das unter dem Motto „2010 will be the Year of Headhunterz“ präsentiert wurde. Die einzelnen Produktionen des Albums wurden nach und nach auf seiner Internetseite zum Download bereitgestellt und konnten nur mit Hilfe eines Codes, der dem Album beilag, heruntergeladen werden.
Im Oktober 2011 erlangte er beim jährlichen internationalen Voting des DJ Magazine Platz 17. Am 15. März 2012 wurde das neue Album Sacrifice als Digitale EP veröffentlicht. Der gesamte Erlös des Albums geht an die AIDS-Stiftung dance4life.
Headhunterz ist außerdem der erste Hardstyle-DJ, der ein auf sein Podcast bezogenes Event von Q-Dance gewidmet bekam. Am 20. Oktober 2012 fand es als erstes Hardstyle-Event im Ziggo-Dome Amsterdam statt. Das Anthem dazu ist „Power of Music“. Noch am Tag zuvor wurde er nach einer Vorjahresplatzierung von Platz 17 auf den 11. Platz des DJ Mag Top100 gewählt.

### 2013–2016: Genre-Wechsel zum Big-Room
Anfang 2013 hat er einen Vertrag beim Musiklabel Ultra Music unterzeichnet. Im gleichen Jahr gründete er das Label HardwithStyle Records. Anfang des Jahres 2015 wechselte er zu Hardwells Plattenlabel Revealed Records. Nur wenige Wochen später erschien die Single Once Again mit der er, ähnlich wie bei den Tracks Shocker und We Control the Sound zusammen mit W&W, die Genres Big-Room und Hardstyle kombinierte. Noch im Frühjahr begann er die Zusammenarbeit mit dem israelischen Hardstyle-Duo Crystal Lake, woraus das Lied Live Your Life, entstand, welches ein Sample des Instrumentaltracks Harder, Better, Faster, Stronger von Daft Punk verwendet.
Parallel zu Live Your Life machte auch eine Kollaboration mit Steve Aoki seine Wege durchs Internet. Power of Now wurde am 2. Oktober 2015 veröffentlicht. Auch dieses führte das Crossover Hardstyle und Big-Room fort. Doch aus unbekannten Gründen blieb selbst auf Beatport, wo beide mit beinahe jeder Single in den Top-10 landen jeglicher Erfolg aus. Auch die Vocal-Version Feel, die als Soundtrack des Filmes Point Break verwendet wurde, konnte keinen großen Erfolg einbringen. Die zweite Kollaboration mit Crystal Lake trägt den Titel The Universe Is Ours und konnte an den Erfolg von Live Your Life anschließen. Die Vocals wurden von Kifi eingesungen und waren ursprünglich auf dessen Lied Alive mit Reunify zuhören.
Ebenfalls zusammen mit Kifi nahm Headhunterz im Frühjahr 2016 das Lied Live Before We Die auf. Mit diesem entfernte er sich vorerst sowohl von seinem Hardstyle-, als auch von seinem Big-Room-Stil. Hierbei experimentierte er erstmals in Richtung Future-Pop, auch als Future-Bass bekannt, welche sich zwischen 2015 und 2016 durch The Chainsmokers’ Roses in der EDM-Szene etablierte. Lift Me Up folgte im selben Stil am 8. April 2016. Die Vocals wurden hierbei von Mike Taylor beigesteuert.
Am 9. Mai 2016 erschien die langerwartete Single Kundalini, die zusammen mit Skytech produziert wurde. Premiere feierte das Lied im Dezember 2015 bei Hardwells Auftritt beim „Lights All Night Festival“. Durch die starke Ähnlichkeit zu Bazaar von KSHMR und Marnik, wurde die Spur lange Zeit als, die angekündigte Kollaboration zwischen Heady und KSHMR gehalten. Der niederländische DJ und Produzent MOTi gab im März 2016 letztendlich bekannt, dass es sich um eine Produktion mit Skytech handle. Für die Vocals sorgte ein Sample des indischen Folksongs „Kulli vicho ni yaar lab le“ der indischen Sängerin Swarn Noora. Auf Snapchat stellte KSHMR zur selben Zeit die eigentliche gemeinsame Single vor, die Zeitgleich das Intro zur, im März 2016 erschienenen siebten Episode „This Is KSHMR“ ist, wo der Track als „Unknown“ gekennzeichnet ist.

### Seit 2016: Rückkehr zum Hardstyle
Am 27. Juni 2016 kam es während des Auftritts von Technoboy und The Prophet auf der Mainstage des Hardstyle Festivals Defqon.1 zu einem unerwarteten Erscheinen von Headhunterz. Dieser stieg während des Erklingens der ersten Töne von Dragonborn auf das Mischpult. Aufgrund des Überraschungseffekts folgte ein starker Jubel der Fans. Grund für diesen Effekt war insbesondere, dass „Heady“ sich seit längerer Zeit in keinem Verhältnis dem Hardstyle zugewendet hat. Er erzählte, dass er mit diesem Auftritt verdeutlichen wolle, dass er die Zeit des Hardstyles nicht vollständig hinter sich gelassen hätte.
Mit Wildstylez gab Headhunterz am 19. November 2016 auf dem Qlimax 2016 während ihres Auftritts bekannt, dass sie das Projekt „Project One“ wieder ins Leben gerufen hätten. Ebenfalls spielten sie dort ihre aktuellste Produktion Luminosity. Bekanntheit erreichte der Song bereits durch die Video-Blogs von Headhunterz, die er seit dem 19. September 2016 regelmäßig auf YouTube hochlädt. Dort verwendete er den Track als Intro.

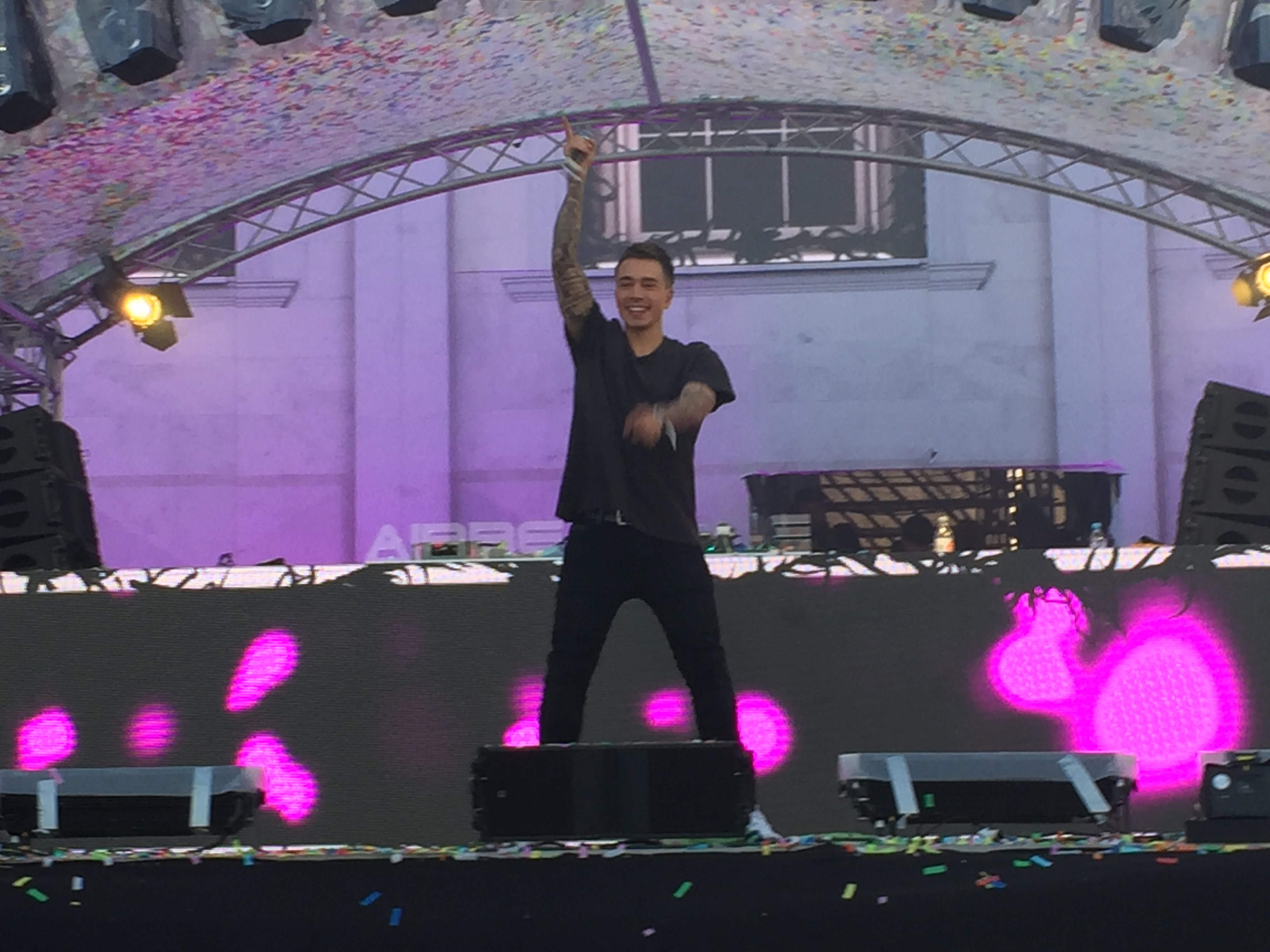
Headhunterz live beim Airbeat One Festival

Sein finales Hardstyle-Comeback verkündete er 2017 auf der Defqon.1. Dort präsentierte er zusätzlich zu seinem Auftritt auf der „Defqon Legends“ seine erste Hardstyle-Single seit drei Jahren. Diese trägt den Titel Destiny. In einem Interview mit den niederländischen Musikjournalisten von „Hard-News“ erläuterte er seine Entscheidung zum Hardstyle zurückzukehren ein weiteres Mal. Er erklärte, dass er sich im EDM nicht vollends wohlgefühlt hatte und Hardstyle sein eigentlicher Geschmack ist.
Am 2. Februar 2018 stellte er zusammen mit Wildstylez das neue Label Art of Creation vor. Der Name bezieht sich auf das Project One Lied The Art of Creation. Kurz darauf erschien als erste Veröffentlichung des Labels sein neues Album The Return Of Headhunterz.
Im August 2023 gab Headhunterz bekannt, dass er ab Ende 2023 nicht mehr auftreten werde.

### Synchronsprecher
Rebergen ist außerdem ein niederländischer Synchronsprecher. Er spricht die Stimme des Troy Bolton in der niederländischen Version des Filmes High School Musical, welcher von Zac Efron gespielt wird. Im Film Die Chroniken von Narnia: Der König von Narnia (auf Niederländisch: „De Kronieken Van Narnia: De Leeuw, de Heks en de Kleerkast“) synchronisierte er William Moseley.
In der niederländischen Version der Harry-Potter-Filme synchronisierte er die Zwillinge James Phelps und Oliver Phelps.
Für die Trickfilmserie Rocket Power auf Nickelodeon lieh er seine Stimme dem Charakter „Sam Dullard“. In der Trickfilmserie In einem Land vor unserer Zeit lieh er seine Stimme dem Dinosaurier Littlefoot.

## Diskografie

### Alben
- 2008: Project One – The Album
- 2009: The Best Of Headhunterz
- 2010: Studio Sessions
- 2012: Sacrifice
- 2012: Hard with Style
- 2013: The Leaked
- 2018: The Return of Headhunterz

### Singles
| - 2005: Check Ya Head (als Nasty D-Tuners) - 2005: Dansles (als Funkuz) - 2006: The Sacrifice / D-Tuned - 2006: Aiming For Ur Brain / Left Some Answerz - 2006: Time 2 Rock / Victim Of My Rage - 2007: Forever Az One / Digiwave - 2007: High Rollerz / Scar Ur Face (mit The Prophet) - 2007: Rock Civilization / Speakafreak - 2007: Scantraxx Rootz / The End Of My Existence (vs. Abject) - 2007: The Power Of The Mind (Qlimax Anthem 2007) - 2008: Path Of Righteousness (als Antifact) - 2008: Blame It On The Music / Project 1 (vs. Wildstylez) - 2008: Call It Music / W.U.W.H. (meets Tatanka) - 2008: Subsonic / Hate It Or Love It - 2008: Last Of The Mohicanz / Reloaded Part 2 - 2008: Life Beyond Earth / The Zero Hour (mit Wildstylez als Project One) - 2008: The Art Of Creation / Numbers (mit Wildstylez als Project One) - 2008: Fantasy Or Reality / It’s A Sine (mit Wildstylez als Project One) - 2008: The World Is Yours / Halfway There (mit Wildstylez als Project One) - 2008: Best Of Both Worlds / Rate Reducer (mit Wildstylez als Project One) - 2008: The Story Unfolds / Raiders Of The Sun (mit Wildstylez als Project One) - 2008: Just Say My Name / The Lost Soul - 2008: The Fear Of Darkness / A New Day - 2009: Tribute To Saifam - 2009: Tonight / Famous (mit Wildstylez vs. Noisecontrollers) - 2009: Scrap Attack (DefQon.1 2009 Anthem) - 2009: Megasound / Muzikal Revolution - 2009: Summer Of Hardstyle (als Proppy & Heady) - 2010: Psychedelic / Dreamcatcher / Emptiness - 2010: The B-Side (als Proppy & Heady) - 2010: Stuck In Your Head (mit Wildstylez & MC Villian) - 2010: The MF Point of Perfection (mit Brennan Heart) - 2010: The Space We Created (mit Noisecontrollers) - 2010: Save Your Scrap For Victory (Defqon.1 Australia Anthem 2010) - 2010: Robots Dream (mit Noisecontrollers) - 2010: Woznotwoz - 2010: Back In Town (mit MC Villian) - 2011: From Within / The Message Is Hardstyle - 2012: Dragonborn (Skyrim Tribute) - 2012: Eternalize (Hard Bass Anthem 2012) - 2012: From Within (Lotgenoot Edit) - 2012: Back in the Days - 2012: World of Madness (Defqon 1. 2012 Anthem) (mit Noisecontrollers feat. Wildstylez) - 2012: Reignite (mit Malukah) | - 2012: The Power Of Music - 2012: Now Is The Time (mit Miss Palmer) - 2013: Colors (feat. Tatu, NL: Gold) - 2013: United Kids Of The World (mit Krewella) - 2014: Breakout (mit Audiofreq) - 2014: Synergy (mit TNT) - 2014: Shocker (mit W&W) - 2014: We Control the Sound (mit W&W) - 2015: Once Again - 2015: Live Your Life (mit Crystal Lake feat. Sir Llewy Project) - 2015: The Power of Now (mit Steve Aoki) - 2015: Won’t Stop Rocking (mit R3hab) - 2015: The Universe Is Ours (mit Crystal Lake vs. Reunify feat. KiFi) - 2015: Live Before We Die (feat. KiFi) - 2015: Lift Me Up (feat. Mike Taylor) - 2016: Kundalini (mit Skytech) - 2016: Dharma (mit KSHMR) - 2016: Unique (mit Conro feat. Clara Mae) - 2016: Eres Un Culo De Mujer - 2017: The Jamaican Way - 2017: Landslide - 2017: Destiny (NL: Gold) - 2017: Takin it Back - 2017: Luminosity / It’s An Edit / One Without A Second (mit Wildstylez als Project One) - 2018: Our Church (mit Sub Zero Project, NL: Gold) - 2019: Oxygen - 2019: Amen (mit Sub Zero Project) - 2019: Follow Me (mit Sound Rush feat. Eurielle & Ryan Louder) - 2019: Orange Heart - 2019: Home - 2019: Dragonborn Part 2 - 2019: Takin It Back (Live Edit) - 2020: The Hunter And The Prey (feat. Sian Evans) - 2020: Dragonborn Part 3 (Oceans Apart) (feat. Sian Evans) - 2020: Transcendence (mit JDX) - 2021: Defend The Hard (mit Sephyx) - 2022: Time To Dance Again - 2022: Before I Wake (mit Vertile) - 2023: Keepers Of Our Legacy (mit D-Block & S-te-Fan) - 2023: Lost Without You (Defqon.1 2023 Closing Theme) (mit Vertile und Sian Evans) - 2023: The Flame Inside - 2024: How Far Can You Go (mit Final Day) - 2024: Moonlight (feat. Diandra Faye) - 2024: Live Forever |

### Remixe
- 2007: Brennan Heart – We Are Possessed
- 2007: Zanza Labs – Biological Chemistry
- 2007: Project One – Rate Reducer
- 2009: Builder – Her Voice
- 2010: Project One – Raiders of the Sun
- 2010: Noisecontrollers – Shreek
- 2010: Brooklyn Bounce – Club Bizarre (mit Noisecontrollers)
- 2010: Chuckie – Let the Bass Kick
- 2011: D-Block & S-te-Fan – Music Made Addict (mit Wildstylez)
- 2011: Blutonium Boy – Make It Loud
- 2011: Geck-O – It’s What We Are
- 2011: Headhunterz & Sak Noel – Make It Loud (Mash Up)
- 2012: Kaskade – Lessons In Love
- 2012: Hardwell – Spaceman
- 2012: Nicky Romero – Toulouse
- 2012: Chuckie – What Happens In Vegas
- 2012: Zedd – Spectrum
- 2013: Zedd – Clarity
- 2014: Flosstradamus – Mosh Pit
- 2015: Armin van Buuren feat. Mr. Probz – Another You
- 2015: Avicii – Waiting For Love (mit Carnage)
- 2016: Crystal Lake feat. Kifi – Into the Sunset
- 2016: Crystal Lake – Say Goodbye
- 2020: ILLENIUM, Tom DeLonge, Angels&Airwaves – Paper Thin
- 2020: Wildstylez – Children Of Drums
- 2021: D-Block & S-Te-Fan – Twilight Zone
- 2021: Sound Rush – Take It All